# Naomi Wolf
Naomi Wolf (født 12 november 1962) er en amerikansk forfatter, journalist, politisk rådgiver og aktivist. Hun udgav i 1991 bogen Skønhedsmyten (The beauty myth på engelsk), der blev en international bestseller. Wolf var talsperson for tredje bølge af feminismen i USA i 1990'erne og frem til 2020.
Hun blev født I San Francisco i en jødisk familie. Hendes mor Deborah var antropolog og forfatter og hendes far var ekspert i gotisk gyserlitteratur.
Naomi Wolf er uddannet fra Yale University og fra New College, Oxford.

## Bøger
Wolf fik sit store gennembrud med Skønhedsmyten. Hun argumenterer i bogen for at det herskende skønhedsideal er en social konstruktion, der fastholder patriarkiet. Et urealistisk og uopnåeligt ideal om en bestemt skønhed, en såkaldt 'Iron maiden' stilles op, som kvinder straffes fysisk og psykologisk for ikke at kunne leve op til. Wolf kritiserer bl.a mode- og skønhedsindustrien. Det stigende antal spiseforstyrrelser og det stigende antal kosmetiske skønhedsoperationer ser hun som symptomer på dette problem.
I 2019 fik hun udgivet bogen Outrages: Sex, Censorship, and the Criminalization of Love, skrevet på grundlag af hendes doktorafhandling fra 2015. Heri undersøger hun den historiske undertrykkelse af homoseksualitet. Efter bogens udgivelse fik hun kritik for fejltolkning af kilder.

## Andre aktiviteter
I 1990’erne arbejdede hun som politisk rådgiver for politikerne Al Gore og Bill Clinton fra det Demokratiske Parti. Hun har været journalist for store mediehuse som The Nation, The New Republic, The Guardian, og The Huffington Post frem til 2020. 
Siden 2010 har Wolf udvidet sine interesseområder. Hun har som aktivist støttet flere omdiskuterede sager, herunder Occupy Wall Street og kampen for frigivelse af Julian Assange. 
I forbindelse med COVID-19-pandemien protesterede hun mod nedlukning af det amerikanske samfund og vaccinerne. I juni 2021 blev hendes Twitter-konto suspenderet for vaccine-skeptisk misinformation . Den konto har hun siden fået tilbage. 
Siden 2020 har hun været hyppig gæst i højreorienterede debatprogrammer, herunder The War Room med Steve Bannon, The Charlie Kirk Show og Tucker Carlson Tonight. 
Forfatteren og journalisten Naomi Klein er siden Occupy Wall Street ofte blevet forvekslet med Naomi Wolf. Klein har i mange artikler og interviews beskrevet, hvordan forvekslingen og Wolfs politiske udvikling var den direkte anledning til, at hun skrev bogen Doppelganger, som blev udgivet i 2023.   